# Stanisław Barszcz
Stanisław Barszcz – poseł do Sejmu Krajowego Galicji II kadencji (1867–1869), włościanin z Ropicy Polskiej.
Wybrany w IV kurii obwodu Sącz, z okręgu wyborczego nr 55 Gorlice–Biecz w powtórzonych wyborach, ponieważ za pierwszym razem większość głosowała na cesarza Austrii, a mniejszość na Andrzeja Rydzowskiego.